# Innocence of Muslims
Az Innocence of Muslims (A muszlimok ártatlansága) egy iszlámellenes film, amelyet több forrás szerint Nakoula Basseley Nakoula készített Sam Bacile álnéven. Bár eleinte tagadta, hogy ő lett volna a vitatott személy, az Associated Press bizonyítékokat talált, amelyeket később a szövetségi hatóságok megerősítettek. Nakoula állítása szerint kétórás filmen dolgozott, de ilyen filmet nem találtak eddig.
A 14 perces filmet először 2012 júliusában töltötték fel a YouTube-ra The Real Life of Muhammad (Mohamed igazi élete) és Muhammad Movie Trailer címen. Arab nyelvre szinkronizált verziók 2012 szeptemberének elején jelentek meg. 2012. szeptember 9-én az Al-Nas TV, egy egyiptomi televízió részletet közölt a filmből. Szeptember 11-én kezdődtek a film elleni demonstrációk és tiltakozások Egyiptomban és Líbiában, továbbterjedve más arab és muszlim országokra és néhány nyugati országra is. Hivatalos amerikai és líbiai jelentések szerint a bengázi amerikai nagykövetség elleni fegyveres támadás, amelyben négy fő, köztük Christopher Stevens amerikai nagykövet életét vesztette, valószínűleg előre tervezett merénylet volt, és a filmhez nincs köze.